# Aeropuerto de Mazar-e Sarif
El aeropuerto de Mazar-e Sarif (IATA: MZR, OACI: OAMS) está situado a 9 km, 15 minutos en coche, de la ciudad de Mazar-e Sarif, Afganistán.

## ISAF
Alemania asumió el mando de la Fuerza Internacional de Asistencia para la Seguridad en el área norte de Afganistán a finales de 2006. El aeropuerto funciona como hub (nexo) en la zona norte permitiendo trasbordos de personal y carga para las fuerzas multinacionales de apoyo a la paz allí presentes. El gobierno alemán contribuyó con 53 millones de euros para trabajos de reconstrucción en el aeropuerto de Mazar-e Sarif. Desde septiembre de 2007 está disponible un sistema TACAN de vuelo instrumental que permite aterrizajes con condiciones meteorológicas adversas. También el aeropuerto sale en el videojuego Medal Of Honor.

## Aerolíneas y destinos
- Ariana Afghan Airlines (Herat, Kabul, Tehran-Imam Khomeini)
- Kam Air (Kabul)
- Pamir Airways (Kabul)